# Krzysztof Prądzyński
Krzysztof Prądzyński (ur. 6 kwietnia 1958) – polski lekkoatleta, średniodystansowiec, medalista mistrzostw Polski, reprezentant kraju.

## Kariera sportowa
Był zawodnikiem Oleśniczanki.
Reprezentował Polskę na halowych mistrzostwach Europy w 1984, gdzie odpadł w eliminacjach biegu na 800 m, z czasem 1:52,45. 
Na mistrzostwach Polski seniorów na otwartym stadionie wywalczył trzy medale: srebrny w biegu na 800 metrów w 1984, srebrny w biegu na 1500 metrów w 1986 i brązowy w biegu na 1500 metrów w 1987. W halowych mistrzostwach Polski seniorów wywalczył trzy złote medale (1984 i 1985 - w biegu na 800 metrów, 1986 - w biegu na 1500 metrów) i jeden medal srebrny (1983 - w biegu na 800 metrów).
Rekord życiowy w biegu na 800 m: 1:47,09 (24.06.1984), w biegu na 1500 metrów: 3:38,79 (09.08.1986).